# Residenzplatz (Würzburg)
Der Residenzplatz liegt als repräsentativer und prunkvoller Platz am Rande der Altstadt von Würzburg. Der Platz wird im Osten von der Würzburger Residenz und im Westen von der Balthasar-Neumann-Promenade begrenzt. Der Residenzplatz ist Bestandteil der Kernzone des UNESCO-Welterbes „Würzburger Residenz mit Hofgarten und Residenzplatz“.

## Palais Rosenbach
Am Nordende des Residenzplatzes befindet sich das Palais Rosenbach, das um 1700 durch Antonio Petrini erbaut wurde. Es schließt den Residenzplatz nach Norden ab. Rückwärtig liegt ein Park mit Wasserbecken. Das Gebäude mit einem breiten Hauptflügel und zwei kurzen Seitenflügeln nach hinten ist zweistöckig mit zwei je zweiachsigen, von zwei Kolossalpilastern ionischer Ordnung eingefassten Risaliten mit Dreiecksgiebel am westlichen und östlichen Ende der platzseitigen Fassade. Insgesamt besitzt die Fassade siebzehn Fensterachsen. Alle Fenster haben Segmentbogengiebel im Erdgeschoss und Dreiecksgiebel im Obergeschoss. Das Portal mit der Durchfahrt nimmt eine Gesamtbreite von drei Fensterachsen ein. Die rundbogige Durchfahrt wird von zwei ionischen Pilasterpaaren gerahmt, die einen verkröpften Segmentbogengiebel tragen. Darin befindet sich inmitten von Akanthusblattschmuck ein unter einer Krone vereintes Allianzwappen des Bauherrenpaares. Die Kombination beider Wappen steht für Anton Conrad Philibert von Rosenbach (gest. 2. April 1717), zunächst würzburgischer Oberamtmann in Hofheim/Haßberge, fürstbischöflich-würzburgischer geheimer Rat, und seine Frau, Maria Esther Gräfin von Stadion und Tannhausen (geb. 6. Juli 1677, gest. 13. Dezember 1719). Nach dem Tod des Bauherrn wurde das Gebäude als fürstbischöfliche Interims-Residenz genutzt. Fürstbischof Johann Philipp von Greiffenclau-Vollraths hatte zwar 1701 bis 1704 ein Stadtschloss (fürstliches Schlösslein) am Rennweg erbauen lassen, doch dieses Schloss konnte wegen schwerer Baumängel nicht bezogen werden, und der nachfolgende Fürstbischof ließ es wieder abreißen. Johann Philipp Franz von Schönborn, während dessen Pontifikates die werdende Würzburger Residenz eine Grossbaustelle war, zog am 15. September 1720 in den angemieteten Hof Rosenbach. Nach 1900 war hier der Dienstsitz des unterfränkischen Regierungspräsidenten. Der Generalarbeitsführer des Reichsarbeitsdienstes, Dr. Waldemar Henrici, residierte während des Dritten Reichs in diesem Adelspalais. Die heutige Nutzung ist geteilt zwischen dem Bayerischen Landesamt für Finanzen und der Verwaltung des Staatlichen Hofkellers, der hier 2008 eine Vinothek eröffnete.

## Gesandtenbau
Der Geandtenbau schließt den Residenzplatz nach Süden ab und bildet das exakte Gegenstück zum Rosenbach-Palais im Norden. Das äußere Erscheinungsbild, die Zweistöckigkeit, die Länge von 17 Fensterachsen, die Giebelformen über den Fenstern, die beiden zweiachsigen Risalite an den äußeren Fassadenenden sind hier ebenso wiederzufinden. Genau wie beim nördlichen Gegenstück grenzt auch hier das westliche Ende an die Kolonnaden, das östliche Ende an das Absperrgitter zum Hofgarten. Auch wenn das Vorbild und der Wunsch nach exakter Entsprechung und einheitlicher Einfassung des Residenzplatzes offensichtlich sind, gibt es Unterschiede, so fehlen hier die beiden nach hinten weisenden kurzen Seitenflügel. Es gibt auch keine nach hinten durchgehende Tordurchfahrt, sondern das Portal führt ins Treppenhaus, und hinten gibt es drei Rundbogentüren nach draußen zum Hofgarten. Ansonsten besitzt auch die rückwärtige Fassade die beiden Risalite an den Seiten. Der Architekt ist auch ein anderer, nämlich der Baumeister und Hofbauamtmann Johann Philipp Geigel (gest. 9. April 1800), der erst 1760 die Bürgerrechte in Würzburg erhielt und 1765 vom Würzburger Fürstbischof Adam Friedrich von Seinsheim zum Hofkammerrat ernannt worden war. Und mit der Bauzeit von 1765 bis 1768 ist der Gesandtenbau rund 65 Jahre jünger als sein nördliches Gegenstück. Das Palais trägt seinen Namen daher, dass er zur Unterbringung von Staatsgästen des Fürstbischofs bestimmt war.
Eigentlich hatte man sich nach Vollendung der Würzburger Residenz schon länger mit dem Gedanken getragen, den Residenzplatz hinsichtlich seiner nördlichen und südlichen Bebauung zu vereinheitlichen und ein repräsentatives Ganzes zu schaffen. Vorher stand hier die „alte Kammer“ bzw. deren Ruine, und Friedrich Karl von Schönborn gab bereits zweimal Balthasar Neumann den Auftrag, das alte Gelump zu beseitigen und die südliche Randbebauung des Residenzplatzes in Angriff zu nehmen. Doch der Auftraggeber starb 1746, und sein Nachfolger starb 1749, was die Ausführung verzögerte. Vermutlich hatte Balthasar Neumann schon unter Fürstbischof Karl Philipp von Greiffenclau einen Vorgängerbau errichtet, der nun in das neue Gebäude integriert wurde, als Fürstbischof Adam Friedrich von Seinsheim die Platzgestaltung mit dem „Neuen Bau“ vollendete. Da Balthasar Neumann aber 1753 verstorben war, vollendete ein anderer Architekt den Plan. Drei Todesfälle der wichtigsten Personen hatten das Projekt also bis zur Ausführung verzögert. Über dem Portal des heute als Gaststätte (erst „Residenzgaststätte“, dann „Restaurant b. neumann“) genutzten Palais prangt ein Rokoko-Wappen der Grafen von Seinsheim.

## Kolonnaden
Im Zuge der Vereinheitlichung des Residenzplatzes wurden um 1770 im Norden und im Süden des Platzes zwei begrenzende, jeweils achtbogige Arkadenreihen mit Säulenpaaren sowie figuren- und vasenbekrönter Balustrade an das Rosenbachpalais und an den Gesandtenbau jeweils im Westen angesetzt. Beide enden in monumentalen Freisäulen. Der Architekt war Johann Philipp Geigel. Die Plastiken schuf Johann Peter Wagner.

## Frankonia-Brunnen

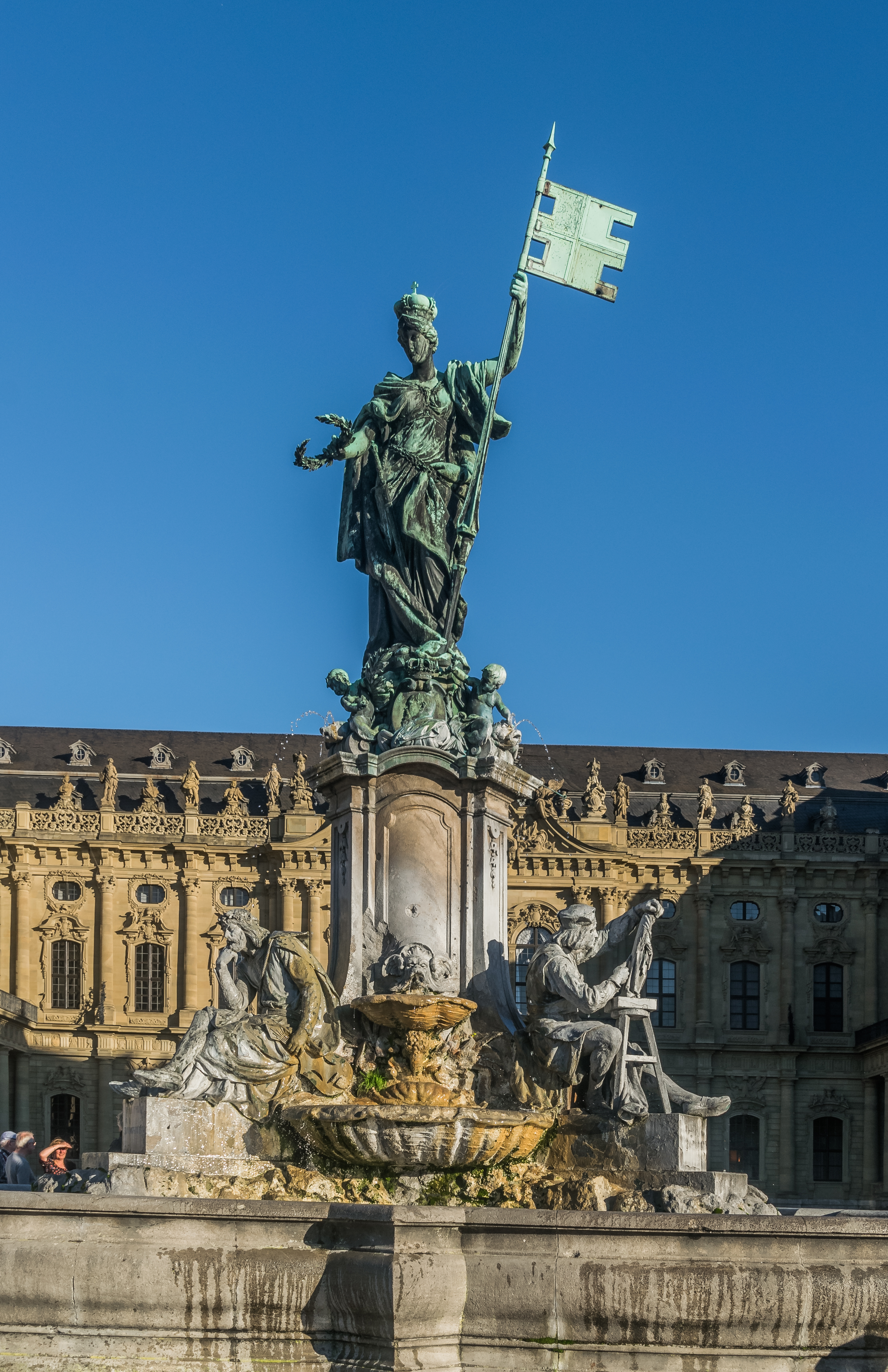
Frankonia-Brunnen auf dem Residenzplatz

Der zentral auf dem Platz aufgebaute Frankonia-Brunnen wurde 1894 errichtet. Anlass war der 70. Geburtstag des Prinzregenten Ludwig; gestiftet wurde der Brunnen von den Bürgern von Würzburg, Aschaffenburg und Unterfranken. Der Entwurf stammt von Ferdinand Freiherr von Miller. Das Brunnenbecken von ca. 10 m Durchmesser ist in Dreipassform aufgebaut. Am massiven, 8 m hohen Brunnenpfeiler sind zwischen den wasserspeienden Meeresungeheuern Walther von der Vogelweide, Tilman Riemenschneider und Matthias Grünewald als Bronzefiguren dargestellt, die alle einen Bezug zu Würzburg haben. Ganz oben steht Frankonia, eine Allegorie Frankens, mit Lorbeerkranz und dem Rennfähnlein in der Hand. Etwas diskret angebracht ist das Medaillon mit der Darstellung des Prinzregenten. Dieser revanchierte sich übrigens für das Geschenk mit der Stiftung des Kiliansbrunnens im Jahre 1895.

## Gitter
Früher war der Ehrenhof zum Platz hin durch ein geschwungenes schmiedeeisernes Gitter von Johann Georg Oegg begrenzt. Es wurde 1821 entfernt. Erst dadurch gab es Platz für den Frankonia-Brunnen.

## Nutzung
Auf der nördlichen und südlichen Seite befinden sich Parkmöglichkeiten; in der Mitte besteht ein Parkverbot. Mit den öffentlichen Verkehrsmitteln ist der Residenzplatz über die gleichnamige Haltestelle via Bus zu erreichen. Er ist Veranstaltungsort für einige Konzerte und war 2010 Drehort für den Abenteuerfilm Die drei Musketiere. Am 28. Juni 2011 feierten tausende Fans den aus Würzburg stammenden Basketballer Dirk Nowitzki auf dem Residenzplatz, nachdem dieser mit den Dallas Mavericks die Meisterschaft der nordamerikanischen Basketballliga NBA gewonnen hatte.